# Amos Biwott
Amos Kipwabok Biwott (Contea di Nandi, 8 settembre 1947) è un ex siepista keniota, campione olimpico dei 3000 m siepi a Città del Messico 1968.

## Biografia
Amos Biwott raggiunse improvvisamente la fama mondiale aggiudicandosi a sorpresa la gara dei 3000 m siepi ai Giochi olimpici del 1968. Fino a quel momento Biwott aveva una limitata esperienza in questa disciplina e possedeva una tecnica di superamento degli ostacoli piuttosto grezza, tuttavia riuscì ad imporsi rimontando dal quarto posto nel rettilineo finale.
Si trattò della prima affermazione di un atleta africano in questa specialità, che sarebbe stata dominata dai suoi connazionali negli anni a venire. Dopo la vittoria olimpica Biwott non fu più in grado di ripetersi in gare di livello internazionale: ottenne un terzo posto ai Giochi del Commonwealth del 1970, fu sesto ai Giochi olimpici del 1972 e ottavo ai Giochi del Commonwealth del 1974, che segnarono la fine della sua carriera agonistica.
Nel 1973 sposò Cherono Maiyo, che aveva partecipato alle Olimpiadi dell'anno precedente. La coppia ha avuto cinque figli.

## Palmarès
| Anno | Manifestazione          | Sede              | Evento       | Risultato | Prestazione | Note |
| ---- | ----------------------- | ----------------- | ------------ | --------- | ----------- | ---- |
| 1968 | Giochi olimpici         | Città del Messico | 3000 m siepi | Oro       | 8'51"0      |      |
| 1970 | Giochi del Commonwealth | Edimburgo         | 3000 m siepi | Bronzo    | 8'30"8      |      |
| 1972 | Giochi olimpici         | Monaco            | 3000 m siepi | 6º        | 8'33"48     |      |
| 1974 | Giochi del Commonwealth | Christchurch      | 3000 m siepi | 8º        | 8'41"4      |      |